# Das falsche Gewicht (Film)
Das falsche Gewicht ist ein Film von Bernhard Wicki aus dem Jahr 1971 basierend auf dem Roman Das falsche Gewicht. Die Geschichte eines Eichmeisters (1937) von Joseph Roth. Darin geht es um den Eichmeister Anselm Eibenschütz, dessen Aufgabe darin besteht, die Gewichte auf den Märkten in einem kleinen verdreckten Grenzdorf Galiziens zu kontrollieren. Wegen seiner pedantischen Manier, mit welcher er diese Aufgabe ausführt, wird er von vielen gehasst.

## Handlung
Anselm Eibenschütz quittiert auf Wunsch seiner Frau seinen Dienst als k. u. k. Unteroffizier und begibt sich in das verlassene galizische Grenzdorf Zlotograd, um dort eine Stelle als Eichmeister anzutreten. Inmitten von kleinen Gaunern, dubiosen Geschäftemachern und feigen Intriganten versucht Eibenschütz, die gesetzliche Ordnung durchzusetzen. Mit harten Strafen ahndet er etwa die Verwendung falscher Gewichte und wird so von allen im Dorf gehasst.
Seine Frau Regina beginnt mit Josef Nowak, dem Schreiber des Eichmeisters, ein Verhältnis und wird schwanger. Sie versucht ihren Mann, der sich schon längst von ihr abgewendet hat, zu verführen, um die Affäre zu vertuschen. Der dadurch aufmerksam gewordene Eibenschütz deckt jedoch mit Hilfe eines anonymen Briefes die Affäre auf und veranlasst die Versetzung des Schreibers.
Fortan straft er seine Frau und das Kind mit Schweigen und Verachtung. Doch auch für ihn beginnt eine unaufhaltsame Abstiegsbewegung. Er missbraucht seine Amtsgewalt, um seinen Rivalen Jadlowker ins Gefängnis zu bringen. Dieser war Wirt einer verrufenen Schenke, welcher er mit der Zigeunerin Euphemia Nikitsch betrieb. In Euphemia hatte sich Eibenschütz schon gleich bei seiner ersten Begegnung verliebt. Ausgerechnet Eibenschütz wird vom Gericht als neuer Verwalter der Schenke eingesetzt. Er zieht jetzt ganz zu Euphemia und erfährt im Bett mit ihr die erste Liebe seines Lebens.
Als jedoch Konstantin Sameschkin, ein dritter Geliebter Euphemias, auftaucht und seine Rechte auf sie geltend macht, trennt sich diese von Eibenschütz. Eine verheerende Cholera-Epidemie bricht aus und fordert das Leben von Regina und das ihres Kindes. Der Sträfling und frühere Wirt Jadlowker wird zum Abtransport der vielen Leichen eingesetzt und flieht im Chaos. Er lauert Eibenschütz auf und erschlägt ihn.

## Produktionsnotizen
Der Film ist eine ungewöhnlich detailgetreue Verfilmung des Romans, die vom 16. Februar bis zum 22. April 1970 im Atelier Pasarét Budapest gedreht wurde. Die Außenaufnahmen entstanden in Vác, Sződliget und in der Umgebung von Budapest. Die Filmbauten entwarf Otto Pischinger. Der Film war ursprünglich ein Fernsehfilm für das ZDF, der Anfang 1973 auch in die Kinos kam.

## Kritik
J. Kaiser urteilte, Das falsche Gewicht sei ein „Film, kein Fernseh-Produkt“, ein „dramatisch-visuelles Ereignis von so großer Fülle, von so farbiger Energie, daß wir es uns schwerlich leisten können, diesen Film in Deutschland nicht auch als Film zu sehen.“ Das Lexikon des internationalen Films bezeichnete den Film als „ein außergewöhnliches Filmkunstwerk, an dem Regie, Darstellung und Bildkomposition gleichen Anteil haben“.

## Auszeichnungen
- Goldene Kamera 1971 für Bernhard Wicki (Regie) und Helmut Qualtinger (Darsteller)
- Filmband in Gold 1972 für Bernhard Wicki
- Festival of World Television Cannes 1972: Preis an Bernhard Wicki (Regie)